# Wilhelm Crisolli
Wilhelm Crisolli (20 janvier 1895 à Berlin et mort le 12 septembre 1944 à Modène), est un Generalleutnant allemand au sein de la Heer dans la Wehrmacht pendant la Seconde Guerre mondiale.
Il a été récipiendaire de la croix de chevalier de la croix de fer. Cette décoration est attribuée en reconnaissance d'un acte d'une extrême bravoure ou d'un succès de commandement important du point de vue militaire.

## Biographie
Wilhelm Crisolli est le fils du juriste Rudolf Crisolli (de) (1854-1922), ses frères sont les juristes Julius (né en 1894) et Karl-August Crisolli (de) (1900-1935).
Il s'engage au début de la Première Guerre mondiale, le 4 août 1914, en tant que porte-drapeau dans le 4e régiment de chasseurs à cheval de Stolp.
Wilhelm Crisolli est tué le 12 septembre 1944, par des partisans italiens. Il est promu à titre posthume au grade de Generalleutnant.

## Décorations
- Croix de fer (1914)
  - 2e classe
  - 1re classe
- Croix d'honneur
- Médaille des Sudètes
- Agrafe de la croix de fer (1939)
  - 2e classe (26 septembre 1939)
  - 1re Classe (8 octobre 1939)
- Insigne de combat des blindés
- Médaille du Front de l'Est
- Insigne des blessés (1939)
  - en Noir
- Croix de chevalier de la croix de fer
  - Croix de chevalier le 15 juillet 1941 en tant que Oberstleutnant et commandant du Schützen-Regiment 8[1]